# كيريس دورسي
كيريس دورسي (بالإنجليزية: Kerris Dorsey)‏ هي ممثلة أمريكية، ولدت في 9 يناير 1998 بلوس أنجلوس في الولايات المتحدة.

## أعمال

### أفلام
- (2005) السير على الخط[5]
- (2005) تماما مثل الجنة[6]
- (2011) كرة المال[7]
- (2014) ألكسندر واليوم الرهيب، الفظيع، غير الجيد، السيء جدا[8][9]

### مسلسلات
- الإخوة والأخوات
- راي دونوفان
- رجال ماد
- سكرابز

## وصلات خارجية
- كيريس دورسي على موقع IMDb (الإنجليزية)
- كيريس دورسي على موقع روتن توميتوز (الإنجليزية)
- كيريس دورسي على موقع ألو سيني (الفرنسية)
- كيريس دورسي على موقع ميوزك برينز (الإنجليزية)
- كيريس دورسي على موقع أول موفي (الإنجليزية)
- كيريس دورسي على موقع قاعدة بيانات الأفلام السويدية (السويدية)
- كيريس دورسي على موقع قاعدة بيانات الفيلم (الإنجليزية)
- كيريس دورسي على موقع كينوبويسك (الروسية)